# 투쿨뢰르족

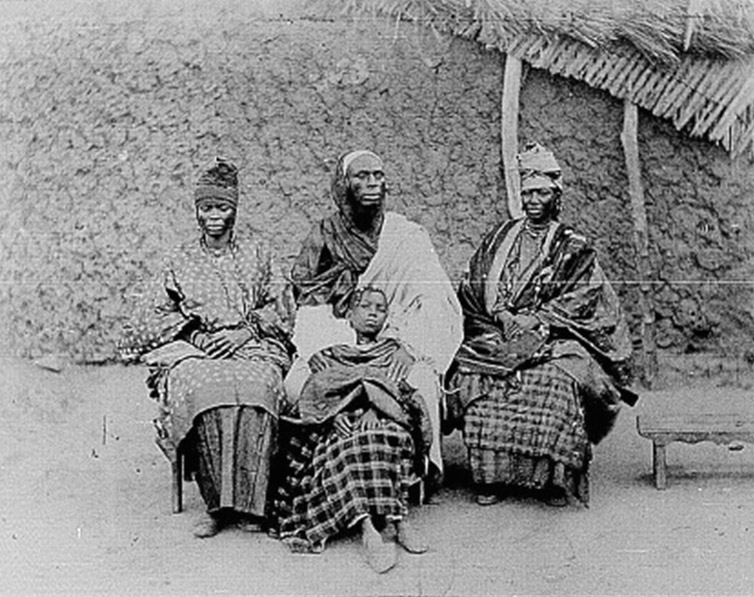
19세기 촬영한 투쿨뢰르족의 모습

투쿨뢰르족(프랑스어: Toucouleur, 풀라어: Haalpulaar)은 서아프리카에 거주하는 풀라니족의 일파로, 농경 민족이다. 세네갈강 유역의 푸타 토로(Futa Tooro) 지역, 곧 세네갈 북쪽과 모리타니, 말리, 기니에 주로 거주하고 있다.

## 역사

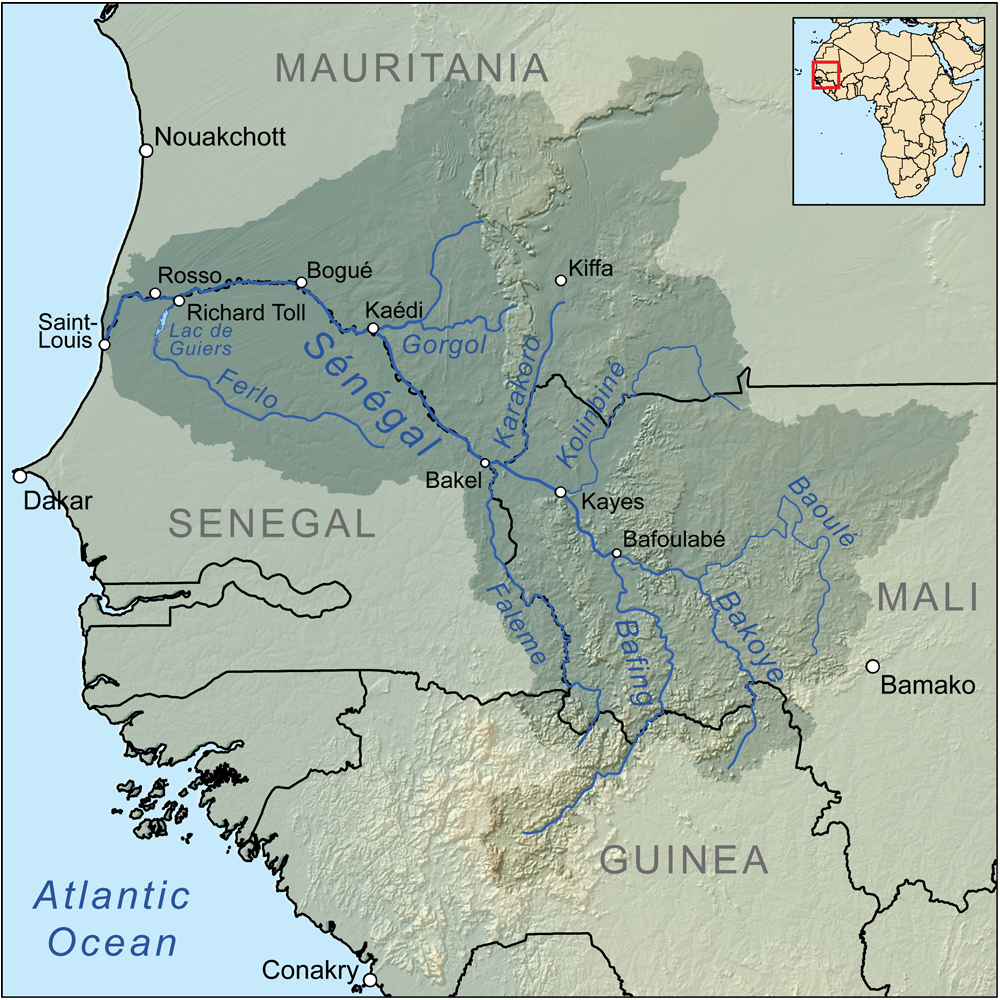
투쿨뢰르족은 세네갈강 유역에서 그 기원을 찾을 수 있다.

투쿨뢰르(Toucouleur)라는 이름의 기원은 명확하지 않다. "모든 색깔"이라는 뜻의 프랑스어에서 기원했다는 설이 있는 한편 식민시대 이전부터 이미 이 민족을 지칭하는 말로 "Tekrur에서 온 사람들" 쓰였다고 주장하는 사람들이 있다. Tekrur는 오래전 이 지역에서 번성했던 고대 국가 타쿠르(Takrur)의 변형이라는 것이 그들의 주장이다.
19세기 오마르 탈(Umar Tall)은 이 지역에 이슬람 국가인 투쿨뢰르 제국(Toucouleur Empire)을 건설한 바 있다.

## 풍습
투쿨뢰르족은 풀라어 방언을 사용하는데, 그들이 자신을 가리키는 Haapulaar’en 라는 단어도 "풀라어를 말하는 사람들"이라는 의미이다. 그들은 대부분 무슬림이며 일부는 애니미즘 신앙을 숭배한다. 투쿨뢰르족이 다른 풀라니족과 다른 점은 좌식생활을 기본으로 한다는 것이다.
투쿨뢰르족은 가부장적이며 높은 위계질서로 나뉘어 있는데, 3개의 계급과 12개의 카스트가 존재한다.

### 결혼
여자가 13살이 되면 부모가 정해준 정혼자와 결혼할 수 있는 자격이 갖추어진다. 신부가 친지와 친구들로부터 축하를 받는 동안 신랑은 모스크로 가 결혼 서약을 한다. 이후 신부와 그녀의 가족이 신랑의 집으로 가서 집안의 연장자들과 함께 결혼을 논의한다. 다음날, 신부의 여자 친척이 처녀임을 확인하고, 목욕을 시킨 후 조언을 해준다. 신부는 신랑의 마을로 찾아가 주민들과 인사를 나누고 음식이 준비된 신랑의 집에서 신랑과 만나게 되면 결혼식은 막을 내리게 된다.

### 출산과 작명
아이가 태어난 지 한 주가 지나면 아이는 이름을 갖게 되고 고모가 머리를 잘라준다. 아이의 아버지가 이슬람 사제에게 가서 자신이 정한 아이의 이름을 전해주면 사제는 그 이름을 아이의 귀에 속삭이고 기도를 해준다. 뒤이어 사제가 마을의 장로에게 아이의 이름을 말해주면 장로가 모든 마을 사람들에게 이 이름을 알려준다.